# Fernsucht
Fernsucht ist eine deutschsprachige Pop-Rock-Band aus Hagen in Westfalen. Gegründet wurde die Band im Jahr 2005 und besteht aus den Mitgliedern: Sven Seifer (Gesang), Damian Copp (A-Gitarre, E-Gitarre), Daniele Bucco (E-Gitarre, Begleitgesang), Patrick Verspohl (Bass, Begleitgesang), Steffen Schmidt (Schlagzeug) und Dennis Turck (Keyboard).

## Geschichte
Im Frühjahr 2005 lernten sich Sven Seifer und Damian Copp bei einer Open Stage Jamsession in ihrer Heimatstadt Hagen kennen. Die Musiker beschlossen gemeinsam zu komponieren und gründen das Projekt Fernsucht. Nach einem Jahr intensiver Arbeit am Songmaterial stießen die Musiker Daniele Bucco, Patrick Verspohl und der erste Schlagzeuger der Band, Andy Bucco, dazu. In dieser Formation spielten die Musiker bis zum Spätsommer 2007. In dieser Zeit entstanden auch die ersten Aufnahmen des späteren Debütalbums.
Im Spätsommer 2007 verließ Andy Bucco die Band, und Sebastian Prillwitz nahm kurzfristig seinen Platz am Schlagzeug ein. Im Frühjahr 2008 endete die Arbeit mit Sebastian Prillwitz, und ab diesem Zeitpunkt teilten sich Michael Meier und Manuel Loos die Schlagzeugerposition. Am 14. Juni 2008 veröffentlichte die Band in Eigenregie das Album Fernsucht. Im gleichen Jahr zur Weihnachtszeit erschien die Unplugged-EP Lange Schatten – Kurze Tage.
Im Frühjahr 2009 begann die Band eine Zusammenarbeit mit dem Basketballverein Phoenix Hagen. Aus dieser Zusammenarbeit entstand die Single Aus der Asche. Außer der Originalversion des Songs enthält der Tonträger auch eine Version, die in Teilen vom Hagen Phoenix-Team der Saison 08/09 eingesungen wurde. Ende des Jahres 2009 begann die Band mit den Aufnahmen zu einem weiteren Album. Anfang des Jahres 2011 stoßen als neue, feste Bandmitglieder Steffen Schmidt am Schlagzeug und Dennis Turck an den Keys dazu.
Im August 2012 veröffentlichte die Band ein Video zur ersten Single Nie mehr des im September 2012 erschienenen zweiten Albums Neuland.
Im Rahmen der Vergabe des 30. Deutschen Rock & Pop Preis am 8. Dezember 2012 in Wiesbaden wurde die Band mit vier Preisen ausgezeichnet, darunter erste Plätze in den Kategorien „Beste Popband“ und „Bester deutscher Song“.
2013 trat Fernsucht auf dem nicht kommerziellen WISPA-Musikfestival, welches seit 1983 besteht, in Hemer-Frönsberg auf.

### Höhepunkte
- Im Winter 2007 setzte sich Fernsucht mit dem Duett Gehen oder bleiben in einem bundesweiten Wettbewerb durch, und durfte live auf dem Coca-Cola Truck in Hagen spielen. Der Song war eine Zusammenarbeit von Fernsucht und der Sängerin Desiree Bucco.
- Im Sommer 2008 durfte die Band das Open-Air-Festival Seegeflüster in Hagen eröffnen, und spielte als Vorband für Julia Neigel und Kim Wilde.
- Ende des Jahres 2009 setzte sich die Band in einem Newcomer-Radiowettbewerb des WDR2 gegen alle Mitbewerber durch, und erzielte 4 von 4 möglichen Wochensiegen.

## Diskografie
- 2008: Fernsucht (Album)
- 2008: Lange Schatten – Kurze Tage (EP)
- 2009: Aus der Asche (Offizieller Fansong des Basketballvereins Phoenix Hagen, Single)
- 2012: Neuland (Album)
- 2014: Zwischen die Augen (Single)
- 2016: Kurze Schatten – Lange Tage (EP)